# Нащёкинские Выселки
Нащёкинские Выселки — посёлок в Панинском районе Воронежской области. Входит в Криушанское сельское поселение.

## География
Посёлок расположен в восточной части поселения.

### Улицы
- ул. Ветеранов
- ул. Колхозная

## История
Основан в начале XX века как выселок из села Нащокино, ныне Аннинского района.

## Население
| 2000 | 2005 | 2007 | 2010 |
| ---- | ---- | ---- | ---- |
| 84   | ↘74  | ↘66  | ↘48  |